# Trichorhina giannellii
Trichorhina giannellii är en kräftdjursart som beskrevs av Arcangeli 1929C. Trichorhina giannellii ingår i släktet Trichorhina och familjen myrbogråsuggor. Inga underarter finns listade i Catalogue of Life.